# ReVamp
ReVamp fue una banda neerlandesa de metal sinfónico formada en 2009 por la vocalista Floor Jansen, el mismo año en que su antigua banda After Forever se disolviera. El grupo tuvo una duración de siete años y terminó en 2016.

## Historia

### Antecedentes
El guitarrista de After Forever, Sander Gommans, sufría de síndrome de burnout a principios de 2008, y con esto la banda se tomó un período de pausa. La cantante Floor Jansen publicó en su sitio web oficial que mientras la banda estaba inactiva, había comenzado a escribir nuevas canciones con Jørn Viggo Lofstad para un nuevo proyecto musical. En febrero de 2009, After Forever emitió una declaración oficial sobre el final de la banda; meses después, en junio de 2009, Floor anunció a través de su cuenta de MySpace que había formado una nueva banda de metal, poniendo en espera el proyecto con Jørn Viggo. El 19 de octubre de 2009, Jansen anunció el nombre de su nueva banda - ReVamp - que en inglés significa: "renovar", "reformular".

### Formación y primer álbum (2009-2011)
Jansen escribió todas las canciones del álbum homónimo en 2009. Colaboró con su excompañero de banda en After Forever, Joost van den Broek, y el guitarrista Grip Inc., Waldemar Sorychta. Los tres escribieron y grabaron todo el material mientras Koen Herfst grababa la batería. En noviembre de 2009, Jansen reclutó miembros para una banda en vivo, y el álbum titulado ReVamp fue lanzado en mayo de 2010 bajo el sello Nuclear Blast , recibiendo críticas positivas.
La banda comenzó una gira por los Países Bajos que tuvo muchos conciertos exitosos en clubes y festivales, y el grupo también apoyó a la banda Epica en su gira europea para promover el álbum Design Your Universe. Más tarde, la salud de Floor comenzó a deteriorarse y tuvo que dejar de trabajar sucesivamente. Una vez que su estado se deterioró, todos los conciertos restantes tuvieron que ser cancelados. El grupo estuvo inactivo durante bastante tiempo, hasta que a finales de 2011, Floor finalmente se unió a la banda MaYaN para un concierto en Brasil.

### Wild Card, gira y fin de la banda (2012-2016)
La banda volvió a realizar algunos shows en Europa entre enero y mayo de 2012, y luego se tomó un descanso para comenzar el proceso de composición del nuevo álbum. Sin embargo, en octubre de 2012, la banda tuvo que interrumpir su trabajo debido a que Floor Jansen se hizo cargo de la voz de la banda finlandesa Nightwish hasta el final de la gira mundial del disco Imaginaerum, ya que la excantante Anette Olzon dejó la banda en medio de la gira, alegando que tal decisión se tomó en consenso con el resto del grupo.
Meses después, en diciembre de 2012, la banda ingresó nuevamente al estudio y se anunció que su segundo álbum sería lanzado en agosto del año siguiente. El bajista Jaap Melman decidió dejar ReVamp, y el neerlandés Henk Vonk fue anunciado como su reemplazo. El 7 de junio de 2013, la banda anunció a través de Facebook que el título del nuevo trabajo sería Wild Card, que incluía a varios músicos invitados. Después del lanzamiento del disco, la banda comenzó una extensa gira mundial, el Wild Card World Tour, que los llevó a Norteamérica por primera vez y luego en América del Sur, con fechas en Estados Unidos, Brasil, Argentina, entre otros. También tocaron en varios países europeos con el grupo Kamelot, así como en festivales como Bloodstock en Inglaterra y Sabaton Open Air en Suecia, donde finalizaron la gira en agosto de 2014.
Aún en 2013, Floor se hizo efectiva como miembro de Nightwish (junto con el instrumentista Troy Donockley ) y desde julio de 2014 ha estado ocupada grabando y preparando el lanzamiento de su octavo álbum, Endless Forms Most Beautiful. [17] Cuando se le preguntó si la banda estaba en pausa, respondió que sí, afirmando que no le gustaría estar en dos bandas al mismo tiempo si no puede dedicar toda su devoción y tiempo a ambas.
{{Cuando terminemos esta gira de Nightwish tendremos que sentarnos juntos y ver dónde están todos en sus vidas, y ver si hay una oportunidad de continuar. Sería genial, pero no puedo hablar del futuro.
- Jansen comentando sobre el futuro de la banda.}}
Posteriormente, el 29 de septiembre de 2016, la banda anunció a través de su página de Facebook que habían dejado de cotizar. La publicación decía: "Nos entristece informar que ReVamp terminó. Después de dos grandes álbumes, desafortunadamente no es posible que el fundador y vocalista Floor Jansen tenga otra banda además de Nightwish. Proyectos tal vez, pero una banda merece una devoción total. y es imposible dedicar tanto a dos bandas al mismo tiempo ”. Floor agregó, diciendo: "¡Estoy orgulloso de los dos álbumes que hicimos juntos! Los músicos de ReVamp son excelentes y tienen tanto talento que no quería que me esperaran hasta encontrar la pasión y el tiempo para hacer otro álbum. Tampoco quería darles a los fans falsas esperanzas. ReVamp tuvo una vida corta, turbulenta y emocionante, pero ahora es el momento de que comiencen nuevas bandas y proyectos. Me gustaría agradecer a todos los involucrados por su amor y dedicación ".

## Formación

### Miembros finales
- Floor Jansen - voz (2009-2016)
- Arjan Rijnen - guitarra (2010-2016)
- Jord Otto - guitarra (2010-2016)
- Matthias Landes - batería (2010-2016)
- Ruben Wijga - teclado (2010-2016)
- Henk Vonk - bajo (2013-2016)

### Miembros anteriores
- Jaap Melman - bajo (2010-2012)
- Discografía
- Álbumes
- Renovación (2010)
- Comodín (2013)
- Individual

"'La anatomía de un ataque de nervios': al margen" (2013)